# Иргалиев, Идрис Иргалиевич
Идрис Иргалиевич Иргалиев (1902 — 13.10.1966) — советский партийный и государственный деятель, председатель Гурьевского облисполкома (1942—1943).

## Биография
Идрис Иргалиевич Иргалиев родился в 1902 году в городе Гурьев.

### Образование
1943-44. Слушатель Высшей школы партийных организаторов при ЦК ВКП(б), Москва.
1950. Слушатель Курсов при ЦК КП(б) Казахстана.
1951. Окончил Актюбинское педагогическое училище (заочно).

### Трудовая деятельность
1916-20. Работник по найму у кулаков, Гурьев.
1920-21. Рабочий инженерно-технических мастерских при Гурьевском уездном СНХ.
1921-23. Рабочий овчинно-дубильного завода, Гурьев.
1923-28. Рабочий, мастер кирпичного завода треста "Эмбанефть", Гурьев.
1928-29. Председатель промыслового комитета Союза рабочих-пищевиков Каменского рыбного завода (Казахская АССР).
1929-1930. Председатель промышленного комбината «Жилая коса» (Казахская АССР).
1930-1931. Председатель окружного комитета Союза рабочих-пищевиков (Казахская АССР).
1931-1932. Секретарь Партийной коллегии Джамбейтинской районной контрольной комиссии ВКП(б) (Казаксхая АССР).
1932-1933. Председатель Джамбейтинской районной контрольной комиссии ВКП(б) (Казахская АССР).
1933-1935. Секретарь Джамбейтинского районного комитета ВКП(б) (Казахская АССР).
1935-1936. Секретарь Тайпакского районного комитета ВКП(б) (Казахская АССР).
1936. Председатель Гурьевского окружного комитета Союза рыбников.
1936-1938. Председатель Исполнительного комитета Денгизского районного Совета (Казакская АССР - Казахская ССР).
1938-1942. Начальник Гурьевского областного земельного отдела.
1942-1943. Председатель Исполнительного комитета Гурьевского областного Совета
1943-1953. 1-й секретарь Родниковского районного комитета КП(б) - КП Казахстана (Актюбинская область).
1953-1954. Председатель Партийной комиссии при Актюбинском областном комитете КП Казахстана.
1954-1959. 1-й секретарь Уилского районного комитета КП Казахстана (Актюбинская область).
С 1959 года на пенсии.

## Награды
Два ордена Трудового Красного Знамени